# Liste der Kulturdenkmäler in Wiesbaum
In der Liste der Kulturdenkmäler in Wiesbaum sind alle Kulturdenkmäler der rheinland-pfälzischen Ortsgemeinde Wiesbaum einschließlich des Ortsteils Mirbach aufgeführt. Grundlage ist die Denkmalliste des Landes Rheinland-Pfalz (Stand: 17. Juli 2023).

## Einzeldenkmäler
| Bezeichnung                        | Lage                                                    | Baujahr         | Beschreibung | Bild                           |
| ---------------------------------- | ------------------------------------------------------- | --------------- | --- | ------------------------------ |
| Bildstock                          | Wiesbaum, Hauptstraße, Ecke Üxheimer Straße Lage        | 1650            | Kreuzigungsbildstock; Sandstein, bezeichnet 1650 | weitere Bilder Fotos hochladen |
| Katholische Pfarrkirche St. Martin | Wiesbaum, Kirchstraße 8 Lage                            | 1927/28         | barockisierende Stufenhalle, 1927/28 | weitere Bilder Fotos hochladen |
| Quereinhaus                        | Wiesbaum, Marienstraße 7 Lage                           |                 | stattliches Quereinhaus, integriertes Backhaus und Altenteil, separates Wirtschaftsgebäude | Fotos hochladen                |
| Alt St. Martin                     | Wiesbaum, südöstlich des Ortes Lage                     | um 1500         | ehemalige katholische Pfarrkirche, jetzt Friedhofskapelle; Schiff und Chor um 1500, Sakristei aus dem 18. Jahrhundert; Schaftkreuz, bezeichnet 1687 (?), Kirchhof mit Mauer und altem Baumbestand | weitere Bilder Fotos hochladen |
| Katholische Erlöserkirche          | Mirbach, Kapellenstraße 1 Lage                          | 1902/03         | Tuffsteinsaal, 1902/03; Grabkreuze, 17. und 18. Jahrhundert; Schaftkreuz, bezeichnet 1741 | weitere Bilder Fotos hochladen |
| Wohnhaus                           | Mirbach, Schulstraße, zu Nr. 16 Lage                    | 19. Jahrhundert | Wohnhaus, 19. Jahrhundert, gekuppeltes Fenster, 17. Jahrhundert (?) | BW                             |
| Burgruine                          | Mirbach, südlich des Ortes auf einer Wiese Lage         | 1902            | kleine künstliche Ruine, 1902 | BW                             |
| Wegekreuz                          | Mirbach, südöstlich des Ortes an einer Wegkreuzung Lage | 1739            | Schaftkreuz, bezeichnet 1739 | Fotos hochladen                |